# Agnetina extrema
Agnetina extrema är en bäcksländeart som först beskrevs av Navás 1912.  Agnetina extrema ingår i släktet Agnetina och familjen jättebäcksländor. Inga underarter finns listade i Catalogue of Life.